# Абдовица
„Абдовица“ е квартал в Източна София, част от район „Искър“. Разположен е северно от кв. „Димитър Миленков“, южно от с. Бусманци и източно от квартал „Гара Искър“. До квартала вървят автобусни линии № 8,10 и 14. На 9 януари 2002 г. Българският хелзинкски комитет, цитирайки вестник „Труд“, информира, че „Люта вражда между роми и столичани от кв. „Абдовица“ в район „Искър“ тлее от есента. Десетки цигани са обсадили гората до малката рекичка и я секат поголовно (Труд)...“.